# Wreck Beach
Wreck Beach är en strand i Kanada.   Den ligger i Greater Vancouver Regional District och provinsen British Columbia, i den sydvästra delen av landet, 3 500 km väster om huvudstaden Ottawa.